# Bruno Nettl
Bruno Nettl   (Praga, 14 de març de 1930 - Champaign, 15 de gener de 2020) va ser un etnomusicòleg estatunidenc d'origen bohemi, fill del musicòleg Paul Nettl.

## Trajectòria
L'any 1939 es va traslladar des de la seva Txecoslovàquia natal als Estats Units, i allà estudià a la Universitat d'Indiana Bloomington, a la Universitat de Michigan, i amb el seu pare W. Apel, i s'especialitzà en musicologia. El 1953 es doctorà amb una dissertació sobre la música de les tribus indígenes del nord de Mèxic. Ha exercit la docència en diferents universitats, com ara a la Universitat de Detroit (1953-64), a la Universitat de Kiel a Alemanya (1956-58) i com a professor i catedràtic del departament de musicologia a la Universitat d'Illinois des del 1964, on darrerament és professor emèrit de música i antropologia. Entre el 1969 i el 1971 fou president de la Society for Ethnomusicology, i ha estat editor de la publicació d'aquesta societat, Ethnomusicology, i també de Yearbook for Traditional Music. Ha escrit àmpliament sobre la música indígena de l'Amèrica del Nord, sobre la música de l'Orient Mitjà i també sobre la música popular europea i americana.

## Reconeixements
El 1993 fou nomenat doctor honoris causa per la Universitat de Chicago i el 1996 per la Universitat d'Illinois. Més endavant, l'any 2000, també pel Carleton College (2000).

## Premi Bruno Nettl
Des de l'any 2012 la Society for Ethnomusicology atorga un premi amb el nom de "Bruno Nettl Prize", el qual busca reconèixer una publicació destacada que contribueixi o tracti treballs en el camp de l'etnomusicologia.

## Publicacions
Moltes de les seves publicacions han esdevingut referències per a l'estudi de l'etnomusicologia, i entre els llibres més coneguts es troben Music in Primitive Culture (1956), Reference Materials in Ethnomusicology (1961), Theory and Method in Ethnomusicology (1964), The Study of Ethnomusicology (1983), Música folk y tradicional de los continentes occidentales (1985), Blackfoot Musical Thought: Comparative Perspectives (1989), Comparative Musicology and Anthropology of Music: Essays on the History of Ethnomusicology (1991), The Radif of Persian Music (rev. ed., 1992) i Heartland Excursions: Ethnomusicological Perspectives on Schools of Music (1994). A més, ha estat l'editor de En el transcurso de la interpretación, de Melinda Russell, amb traducció de Bárbara Zitman (2004).